# Aranyera de Borneo
L'aranyera de Borneo (Arachnothera everetti) és un ocell de la família dels nectarínids (Nectariniidae).

## Hàbitat i distribució
Habita els boscos de les muntanyes del nord i centre de Borneo.

## Taxonomia
Aquesta espècie és sovint considerada una subespècie de l'aranyera pitestriada (Arachnothera affinis) de la que ha estat separada recentment.